# 湛山炮台旧址
湛山炮台旧址为位于中国山东省青岛市市南区湛山街道镇江路、盐城路的山东省文物保护单位，含小湛山堡垒（第一步兵堡垒）、小湛山北堡垒（第二步兵堡垒）两处德国占领军堡垒遗址。2005年2月5日，两处遗迹以“湛山炮台旧址”之名列入第七批青岛市文物保护单位。2015年6月23日，“湛山炮台旧址”列入第五批山东省文物保护单位。